# Португалски език
Португалският език (на португалски: português или língua portuguesa, [ˈɫĩɡwɐ puɾtuˈɣezɐ]) е романски език, единствен официален език в Португалия, Бразилия, Мозамбик, Ангола, Кабо Верде, Гвинея-Бисау и Сау Томе и Принсипи и един от официалните езици на Екваториална Гвинея и Източен Тимор. По традиция от колониалната епоха португалски се говори и в Макао в Китай, Гоа, Даман и Диу в Индия и Малака в Малайзия.
Португалският е част от иберороманската езикова група и се развива в средновековното кралство Галисия от няколко диалекта на простонародния латински. С 240 милиона души говорещи португалски, 210 – 215 милиона от които като роден език, това е седмият по разпространение език в света и третият сред европейските езици. Португалският е също вторият по разпространение романски език след испанския, най-разпространеният език в Южна Америка и един от официалните езици на Европейския съюз и Меркосур.

## История
С установяването си на Пиренейския полуостров в края на III век пр.н.е. римляните пренасят на полуострова латинския език, от който произлизат романските езици в региона, включително португалският. Латинският е разпространен от римските войници, заселници и търговци, които изграждат мрежа от градове по целия регион.
След разпадането на Римската империя през V век полуостровът е завладян от свевите и вестготите, които до голяма степен възприемат римската култура и простонародния латински език в местните му диалекти. През VIII век маврите завладяват по-голямата част от Пиренейския полуостров и арабският става официален език, но голяма част от населението продължава да говори романски диалекти, обикновено наричани мосарабски език. В запазилите независимостта си християнски държави в северната част на полуострова арабският език има по-слабо влияние, най-вече в областта на лексиката.
Португалският език произлиза от средновековните романски диалекти, говорени в най-западната част на контролираните от християните области на Пиренейския полуостров. Най-ранните запазени текстове, за които се смята, че принадлежат към тази група диалекти, са административни документи от IX век, които все още съдържат множество латински фрази. Най-ранният етап от развитието на езика, до отделянето на Португалия от Галисия през XII век, се нарича протопортугалски език.
През следващия етап, продължил от XII век до началото на XVI век, езикът е известен като старопортугалски или галисийско-португалски. Този етап обикновено се разделя на два подетапа. До XIV век старопортугалският постепенно навлиза в широка употреба. За известен период това е предпочитания език на лирическата поезия в цялата християнска част на Пиренейския полуостров, подобно на окситанския, който по това време е езикът на трубадурската поезия във Франция. През 1139 година Португалия става независимо кралство, през 1290 година е основан първият португалски университет (първоначално в Лисабон, по-късно преместен в Коимбра), а португалският, наричан просто „обикновеният език“, става официален в държавата.
През XIV век започва периодът на португалските мореплавателни експедиции и колониално разширение. Португалският език е пренесен в отдалечени части на Азия, Африка и Америка и днес в Европа живеят съвсем малка част от лузофоните. През XVI век португалският се превръща в лингва франка за европейската търговия в Азия и Африка, като се използва не само от португалската колониална администрация и в търговията, но и за общуване между местните власти и европейци от всички националности.
Разпространението на езика е подпомогнато от смесените бракове между португалци и местни жители, както и от католическите мисионери. Мисионерската дейност довежда до възникването в Азия на креолски езици като кристан, който остава широко използван в Азия до XIX век. Някои християнски общности в Индия, Шри Ланка, Малайзия и Индонезия продължават да използват португалския език дълго след като вече не са под португалско управление и нямат преки контакти с Португалия.
Краят на старопортугалския период бележи публикуването на „Cancioneiro Geral“ на поета Гарсия ди Ризенди през 1516 година, която поставя началото на съвременния португалски. Ранният етап от неговото развитие се характеризира с включването в езика на голям брой заемки от класическия латински и старогръцкия.

## Класификация и свързани езици
Португалският е част от западноиберийския клон на романските езици, в който влизат също испанския, астурлеонския и галисийския. Въпреки значителните лексикални и граматични сходства между португалския език и останалите романски езици, той не е взаимноразбираем с тях. Извън западноиберийските езици, португалскиговорещите обикновено имат нужда от известно изучаване на граматиката и речника, преди да постигнат приемливо ниво на разбиране на романските езици, както и обратното.
Галисийският, говорен главно в областта Галисия в северозападната част на Испания, е най-близкият до португалския език, като някои автори дори го разглеждат като португалски диалект. Взаимноразбираемостта между двата езика се оценява на 85%, като е по-добра при жителите на северните части на Португалия. Галисийският и португалският се разделят в резултат на политическото обособяване между Португалия и Испания, като основните различия между тях са в областта на произношението и лексиката. Въпреки това граматиката и основният лексикален фонд на галисийския остават значително по-близки до тези на португалския, отколкото до тези на испанския. По-специално, както и при португалския, в галисийския се използват бъдеще съслагателно наклонение, личен инфинитив и минало предварително време.
Фала е друг диалект, понякога определян като самостоятелен език, който произлиза от старопортугалския, а днес се говори от малък брой хора в испанските градове Валверде дел Фресно, Елхас и Сан Мартин де Тревехо в Естремадура.
От 16 век насам активните контакти между португалски пътешественици и заселници, африкански роби и местни жители довеждат до възникването на множество пиджини с различна степен на влияние на португалския език. Тъй като тези езици стават майчини за следващите поколения, те се развиват в пълноценни креолски езици, които се използват на много места в Азия и Африка до 18 век. Някои основани на португалския или повлияни от него креолски езици се говорят и в наши дни, главно от хора с частичен португалски произход, като броят им се оценява на около 3 милиона души.
Освен тези силно повлияни от португалския езици той става източник на заемки за много други езици като индонезийски, тамилски (в Шри Ланка), синхалски, малайски, бенгалски, английски, хинди, конкани, маратхийски, тетун, цонга, папиаменто, японски и други. Португалският оказва силно влияние върху езиците на индианците в Бразилия. Издаденият от йезуитите през 1603 година португалско-японски речник „Нипо Джишо“ става първият японски речник на европейски език. Подобно е положението и с издадения през 1583 – 1588 година португалско-китайски речник. През 1651 година излиза „Dictionarium Anamiticum, Lusitanum et Latinum“, който поставя основите на съвременния виетнамски правопис, базиран на португалския правопис от 17 век.

## Географско разпространение
Португалският е родният език на голямото мнозинство от жителите на Бразилия, Португалия и Сау Томе и Принсипи. Той е и преобладаващият език в Ангола, където през 1983 година за 70% от населението той е роден език, а общият брой на говорещите го е 80%. Макар че само за 10% от жителите на Мозамбик португалският е роден език, през 2007 година той се говори от около половината население на страната. Езикът се говори и от 11,5% от жителите на Гвинея-Бисау. Няма точни данни за Кабо Верде, но почти цялото население на страната е двуезично, а едноезичните говорят силно повлияния от португалския креолски кабовердиански език. Португалски се говори е в части от някогашната Португалска Индия – Гоа и Даман и Диу.
Значителни португалскоезични имигрантски общности има в страни като Австралия (0,13% или 26 хиляди), Андора (15,4% или 13 хиляди), Бермудските острови, Венецуела (1 до 2% или 254 – 480 хиляди), Канада (0,72% или 219 хиляди), Люксембург (9%), Макао (0,6% или 12 хиляди), Намибия (4 – 5%), Парагвай (10,7% или 636 хиляди), Съединените щати (0,24% или 687 хиляди), Франция (495 хиляди), Швейцария (196 хиляди), Южноафриканската република (300 – 600 хиляди), Япония. В Съединените щати най-голямо е протугалоезичното население в Кънектикът, Масачузетс (където португалският е вторият най-разпространен език),, Ню Джърси, Ню Йорк, Роуд Айлънд и Флорида.
Като възможен за изучаване чужд език португалският задължително присъства в програмата на училищата в Уругвай и Аржентина. Други страни, в които португалският се преподава често в училищата са Венецуела, Замбия, Република Конго, Сенегал, Намибия,, Свазиленд и Южноафриканската република.

### Официален статут
| Държава/територия   | Население (2013) |
| ------------------- | ---------------- |
| Бразилия            | 201 009 622      |
| Мозамбик            | 24 096 669       |
| Ангола              | 18 565,269       |
| Португалия          | 10 799 270       |
| Гвинея-Бисау        | 1 660 870        |
| Източен Тимор       | 1 172 390        |
| Макао               | 583 003          |
| Кабо Верде          | 531 046          |
| Сао Томе и Принсипи | 186 817          |
| Общо                | 258 604 956      |

Общността на португалоезичните страни е международна организация, включваща осем независими държави, в които португалският е официален език: Ангола, Бразилия, Гвинея-Бисау, Източен Тимор, Кабо Верде, Мозамбик, Португалия и Сау Томе и Принсипи. В Източен Тимор втори официален език е тетум. Екваториална Гвинея е наблюдател в организацията и кандидат за пълно членство, поради което през 2011 година започва процедура за обявяване на португалския за официален език в страната, наред с испанския и френския.
Освен това португалският е един от официалните езици, заедно с китайския, на специалната територия Макао, както и на няколко международни организации, сред които Меркосур, Организацията на ибероамериканските държави, Съюза на южноамериканските нации, Организацията на американските държави, Африканския съюз и Европейския съюз.

## Фонология
В хода на своето развитие португалският, както каталонския и сардинския, запазва ударените гласни на простонародния латински, които в повечето други романски езици се трансформират в дифтонги (сравни порт., кат., сард. pedra с фр. pierre, исп. piedra, ит. pietra, рум. piatră, от лат. petram, „камък“; или порт. fogo, кат. foc, сард. fogu с исп. fuego, ит. fuoco, фр. feu, рум. foc, от лат. focus, „огън“). Друга характеристика на ранния португалски е отпадането на междугласните l и n, понякога последвано от сливане на двете гласни или от вмъкването между тях на епентезна гласна (сравни лат. salire, „напускам“, tenere, „имам“, catenam, „верига“, с исп. salir, tener, cadena, и порт. sair, ter, cadeia). Когато пропусната съгласна е n, често предходната гласна се преобразува в носова – сравни лат. manum („ръка“), ranam („жаба“), bonum „добър“ с порт. mão, rãa, bõo (в наши дни mão, rã, bom). Този процес е причината за повечето носови дифтонги, характерни за португалския. По-специално латинските окончания -anem, -anum и -onem в повечето случаи са се превърнали в -ão – лат. canem („куче“), germanum („брат“), rationem („причина“) с порт. cão, irmão, razão. Окончанията за множествено число -anes, -anos, -ones обикновено се трансформират в -ães, -ãos, -ões – cães, irmãos, razões.